# Xã Marion, Quận Bradley, Arkansas
Xã Marion (tiếng Anh: Marion Township) là một xã thuộc quận Bradley, tiểu bang Arkansas, Hoa Kỳ. Năm 2010, dân số của xã này là 194 người.